# West Buechel
West Buechel – miasto w Stanach Zjednoczonych, w stanie Kentucky, w hrabstwie Jefferson.